# Carretera de Barcelona (Aiguafreda)
La Carretera de Barcelona d'Aiguafreda (Osona) és un carrer que té alguns dels seus edificis inclosos en l'Inventari del Patrimoni Arquitectònic de Catalunya.

## Número 19
L'edifici del número 19 de la Carretera de Barcelona d'Aiguafreda és una de les primeres cases d'estiueig que es formaren a Aiguafreda a principis de segle, a banda i banda de la carretera N-152, i forma part de l'Inventari del Patrimoni Arquitectònic de Catalunya. És un edifici aïllat de planta rectangular. Consta de planta baixa. La composició de façana és simètrica. La teulada, a dues vessants, és tapada per un capcer amb la zona central més elevada i coronat tot ell per merlets. Damunt la porta hi ha un rombe on hi ha inscrita la data de la casa. Una cornisa, més elevada al centre, sobresurt de l'edifici, amb unes mènsules formant caps d'animals. La casa està enderrocada.

## Número 21
L'edifici del número 21 de la Carretera de Barcelona d'Aiguafreda és una casa aïllada que consta únicament de planta baixa i que forma part de l'Inventari del Patrimoni Arquitectònic de Catalunya. De composició simètrica, les finestres i les portes estan emmarcades. Presenta un capcer de forma semicircular al centre i a les parts laterals recte amb un floró a cada banda. Al centre del capcer hi ha la data de la casa dins un cercle. Les cantonades són reforçades amb una mena de pilars fets d'obra. La teulada és a dues vessants.